# SMS G 132
G 132 – niemiecki niszczyciel z okresu I wojny światowej. Pierwsza jednostka typu G 132. Po wojnie pozostał w aktywnej służbie. 28 maja 1921 roku sprzedany do stoczni złomowej.